# كاميلو بيرتاريللي
كاميلو بيرتاريللي (بالإيطالية: Camillo Bertarelli)‏ ولد بتاريخ 10 مارس 1886 في إيطاليا، وتوفي في 27 نوفمبر 1982 في ميلانو، كان دراج إيطالي في صنف سباق الدراجات على الطريق.

## روابط خارجية
- كاميلو بيرتاريللي على موقع أرشيف الدراجات (الإنجليزية)
- كاميلو بيرتاريللي على موقع إحصائيات الدراجات الإحترافية (الإنجليزية)
- كاميلو بيرتاريللي على موقع CycleBase (الإنجليزية)